# Толмадж, Натали
Натали Толмадж (англ. Natalie Talmadge; 29 апреля 1896 — 19 июня 1969) — американская актриса, сестра кинозвёзд Голливуда Нормы и Констанс Толмадж.

## Биография
Натали Толмадж родилась в Бруклине, Нью-Йорк, в семье Маргарет Л. «Пег» и Фредерика O. Толмадж. Она была младшей сестрой Нормы и старшей сестрой Констанс Толмадж, которые также стали киноактрисами.
Лучшими работами Натали стали роли в фильмах «Нетерпимость» (Дэвид Гриффит, 1916) и «Наше гостеприимство» (Бастер Китон, 1923).
31 мая 1921 года Натали Толмадж вышла замуж за Бастера Китона. В браке она родила двух сыновей, Джеймса (2 июня 1922 — 14 февраля 2007) и Роберта (3 февраля 1924 — 19 июля 2009). После рождения Роберта брак начал разваливаться — Натали решила больше не иметь детей и в конечном итоге запретила мужу ночевать с ней в одной спальне. После развода в 1932 году, Толмадж изменила фамилии сыновей и отказывала им в любых контактах с отцом.
После развода она встречалась с актёром Ларри Кентом.
У Натали Толмадж было слабое здоровье и последние годы жизни она провела в реабилитационном центре Санта-Моники. Умерла от сердечной недостаточности 19 июня 1969 в больнице Санта-Моники.

## Фильмография
| Год  |     | Русское название    | Оригинальное название | Роль                                 |
| ---- | --- | ------------------- | --------------------- | ------------------------------------ |
| 1916 | ф   | Нетерпимость        | Intolerance           | любимая жена в гареме                |
| 1917 | кор | Его брачная ночь    | His Wedding Night     | привлекательная леди в автомобиле    |
| 1917 | кор | Деревенский герой   | A Country Hero        | эпизодическая роль                   |
| 1919 | ф   | —                   | The Isle of Conquest  | Дженис Хармон                        |
| 1920 | ф   | Любовный эксперт    | The Love Expert       | Доркас Уинтроп                       |
| 1920 | ф   | Да или нет          | Yes or No             | Эмма Мартин                          |
| 1921 | кор | Дом с привидениями  | The Haunted House     | женщина, потерявшая сознание в банке |
| 1921 | ф   | —                   | Passion Flower        | Милагрос                             |
| 1923 | ф   | Наше гостеприимство | Our Hospitality       | Вирджиния Кенфилд                    |